# Câmpulung
Câmpulung  ([kɨmpuˈluŋɡ], Ausspracheⓘ, deutsch Langenau) ist eine Stadt in Rumänien, die im Kreis Argeș (im Norden der Region Walachei, bzw. Große Walachei) liegt und im Jahr 2011 ungefähr 31.800 Einwohner hatte. Inoffiziell wird die Stadt nach der sie umgebenden Region manchmal Câmpulung-Muscel genannt, um sie von anderen gleichnamigen Orten zu unterscheiden. 

## Geographische Lage
Die Stadt liegt entlang einer abseits gelegenen Hügelkette südlich der Karpatengipfel, am Beginn einer langen und bewaldeten Talschneise des Flusses Târgului, einem Nebenfluss des Argeș, in einer Höhe von etwa 600 m. Die reine Luft und die Landschaftsform machen Câmpulung zu einem beliebten sommerlichen Ausflugsziel.
Durch Câmpulung verläuft der Drum național 73, eine Verkehrsverbindung in den 36 Kilometer nördlich gelegenen Törzburg-Pass nach Siebenbürgen. Aus der Stadt führt in südlicher Richtung die Nationalstraße DN73 nach Pitești und weiter nördlich führt der Drum național 72A nach Târgoviște.

## Geschichte
Bereits zur Zeit des Römischen Reichs war das Gebiet von Câmpulung besiedelt. Hier befinden sich die beiden Kastelle von Câmpulung Muscel, von denen eines als Freilichtmuseum hergerichtet wurde. In der nördlichen Gemeinde Lerești, die auch zur Stadt Câmpulung gehört, befindet sich zudem noch das Kastell Voinești.
Bei der Gründung der Stadt haben siebenbürgisch-sächsische Siedler eine entscheidende Rolle gespielt. Sie nannten die Stadt Langenau (lat. Campus Longus). Die siebenbürgisch-sächsische Gemeinschaft konnte sich bis Ende des 17. Jahrhunderts behaupten. Die katholische Kirche (Bărăția) aus dem 13. Jahrhundert wurde von ihnen errichtet. Câmpulung war im 13. Jahrhundert die erste Hauptstadt des mittelalterlichen Fürstentums Walachei, gefolgt von Curtea de Argeș im 14. Jahrhundert. In der Stadt gibt es mehr als 20 Kirchen. Außerdem findet man ein Kloster und eine Kathedrale, die beide im 13. Jahrhundert von Radu I., dem ersten Fürsten der Walachei, gegründet wurden.

## Söhne und Töchter der Stadt
- Dumitru Mirea (1864, 1868 oder 1870–1942), Bildhauer
- Dan Barbilian (1895–1961), Mathematiker und Schriftsteller
- Dora Gad (1912–2003), rumänisch-israelische Architektin, Innenarchitektin und Möbeldesignerin
- Petra Văideanu (* 1965), Siebenkämpferin
- Anca Heltne (* 1978), Leichtathletin
- Elena Taloș (* 1995), Leichtathletin